# Mira Sunset
Mira Sunset (Budapest, 13 de mayo de 1992) es una actriz pornográfica y modelo erótica húngara.

## Biografía
Mira Sunset, nombre artístico de esta actriz, nació en mayo de 1992 en Budapest, capital de Hungría. No se tiene mucha información sobre ella anterior a 2011, cuando debutó como actriz pornográfica a los 19 años de edad.
Como actriz ha trabajado para productoras tanto europeas como estadounidenses, destacando New Sensations, Marc Dorcel, Private, Evil Angel, DDF, Cumloader, 21Sextury, Viv Thomas, Mile High, Digital Sin, Girlfriends Films, Reality Kings o Harmony Films, entre otras.
En 2013 logró su primera nominación, y primer galardón, en los Premios AVN, alzándose con la estatuilla a la Mejor escena de sexo en producción extranjera por la película Aliz Loves Rocco, junto a Bibi Noel y Rocco Siffredi. Consecutivamente, en 2014 y 2015, consiguió otras dos nominaciones en la misma categoría por las películas 19th Birthday Present: the Greatest Orgy y Juvenile Rampage, respectivamente; así como una nominación, en 2015, a Artista femenina extranjera del año.
Retirada en 2019, llegó a grabar más de 240 películas como actriz.
Alguno de sus trabajos son Anal Carwash, Beyond Passion, Blow Me Off 2, Christmas Teen Hangover, Family Affair, Gape Lovers 8, My Private Valentine!, Sex Addicted, Sexy Stunners o Top Wet Girls 12.

## Premios y nominaciones
| Año  | Ceremonia   | Resultado | Premio                                        | Trabajo                                  |
| ---- | ----------- | --------- | --------------------------------------------- | ---------------------------------------- |
| 2013 | Premios AVN | Ganadora  | Mejor escena de sexo en producción extranjera | Aliz Loves Rocco                         |
| 2014 | Premios AVN | Nominada  | Mejor escena de sexo en producción extranjera | 19th Birthday Present: the Greatest Orgy |
| 2015 | Premios AVN | Nominada  | Artista femenina extranjera del año           | —                                        |
| 2015 | Premios AVN | Nominada  | Mejor escena de sexo en producción extranjera | Juvenile Rampage                         |